# Harald Zillikens
Harald Zillikens (* 4. Juni 1959 in Rheydt-Odenkirchen) ist ein deutscher Politiker (CDU). Er ist seit 2009 Bürgermeister der nordrhein-westfälischen Stadt Jüchen.

## Leben
Beim Rhein-Kreis Neuss absolvierte Harald Zillikens eine Ausbildung im gehobenen Verwaltungsdienst mit Studium an einer Fachhochschule für öffentliche Verwaltung mit Abschluss Diplom-Verwaltungswirt (FH). Beim Kreis Neuss war er zuerst im Personalamt, dann in der Organisationsabteilung mit Schwerpunkt Datenverarbeitung. Seit 1999 war er Leiter der Abteilung Elektronische Datenverarbeitung, die für den Rhein-Kreis Neuss in Grevenbroich angesiedelt ist. Seit Dezember 2024 ist er Verbandvorsteher des Kommunalen Zweckverbands ITK Rheinland.
Harald Zillikens ist Geschäftsführer der DLRG Hochneukirch. Er ist verheiratet und hat zwei Töchter.

## Bürgermeisteramt
Bei der Bürgermeisterwahl 2009 in der Gemeinde Jüchen gewann er die Wahl im ersten Wahlgang mit 52,75 Prozent der gültigen Stimmen. Er ist Nachfolger von Margarete Kranz (CDU), die für eine Wiederwahl nicht mehr zur Verfügung stand. Bei der Bürgermeisterwahl 2015 wurde Harald Zillikens mit 68,2 Prozent der gültigen Stimmen wiedergewählt. Seit dem 1. Januar 2019 ist Zillikens Bürgermeister einer Stadt, da Jüchen von der Landesregierung zur Stadt erhoben wurde. Die Bürgermeisterwahl 2020 gewann er mit 70,79 Prozent der gültigen Stimmen.
Er ist Mitglied des Präsidiums des Städte- und Gemeindebundes Nordrhein-Westfalen und Mitglied des Verwaltungsrates der Anstalt des öffentlichen Rechts d-NRW, die ihren Sitz in Dortmund hat.